# Gerald Fiedler
Gerald Fiedler (geb. 1959 in Berlin) ist ein deutscher Theaterschauspieler und -regisseur.

## Leben
Fiedler studierte bis 1987 an der Hochschule für Schauspielkunst „Ernst Busch“ Berlin. Sein erstes Engagement hatte er dann am Kleist-Theater in Frankfurt/Oder. Von 1990 bis 1992 war er am Deutschen Nationaltheater Weimar engagiert und von 1993 bis zur Schließung des Schillertheaters Berlin war er dort tätig. Danach begann er als freier Regisseur in Rudolstadt (Thüringen) und in Stralsund zu arbeiten. In dieser Zeit arbeitete er gastierend als Schauspieler in Weimar.
1997 wurde er als Regisseur und Schauspieler nach Magdeburg an die Freien Kammerspiele verpflichtet, wo er bis 2001 blieb, um dann anschließend erneut als freiberuflicher Regisseur zu arbeiten. 2005 wurde er als Schauspieler ans Anhaltische Theater Dessau engagiert.
Seit der Spielzeit 2017/18 ist Fiedler als Schauspieler fest ans Theater Augsburg engagiert.

## Rollen (Auswahl)
- 1999: Ein Volksfeind, als Peter Stockmann, Freie Kammerspiele Magdeburg
- 2013: Nora oder Ein Puppenheim, als Torvald Helmer, Anhaltisches Theater Dessau
- 2013: Die lustige Witwe, als Baron Mirko Zeta, Anhaltisches Theater Dessau
- 2017: Peer Gynt, als Peer Gynt, Theater Augsburg
- 2017: Tatort Augsburg, als Polizeipräsident Moser, Theater Augsburg
- 2017: Momo, als Beppo u. a., Theater Augsburg
- 2018: Viel Lärm um nichts, als Leonato, ein Edelmann, Theater Augsburg
- 2018: Der Untergang des Egoisten Johann Fatzer, als Kaumann, Theater Augsburg
- 2018: Orestie, als Apollon, Staatstheater Augsburg
- 2019: Der Sturm, als Caliban, Staatstheater Augsburg
- 2020: Die Physiker, als Newton, Staatstheater Augsburg

## Filmografie (Auswahl)
- 1991: Die Verschwörung des Fiesco zu Genua
- 2010: Goethe!
- 2013: Das Adlon. Eine Familiensaga

## Auszeichnungen
- 1986: Erich-Weinert-Medaille, Kunstpreis der FDJ[1]